# Cambria (Galles)

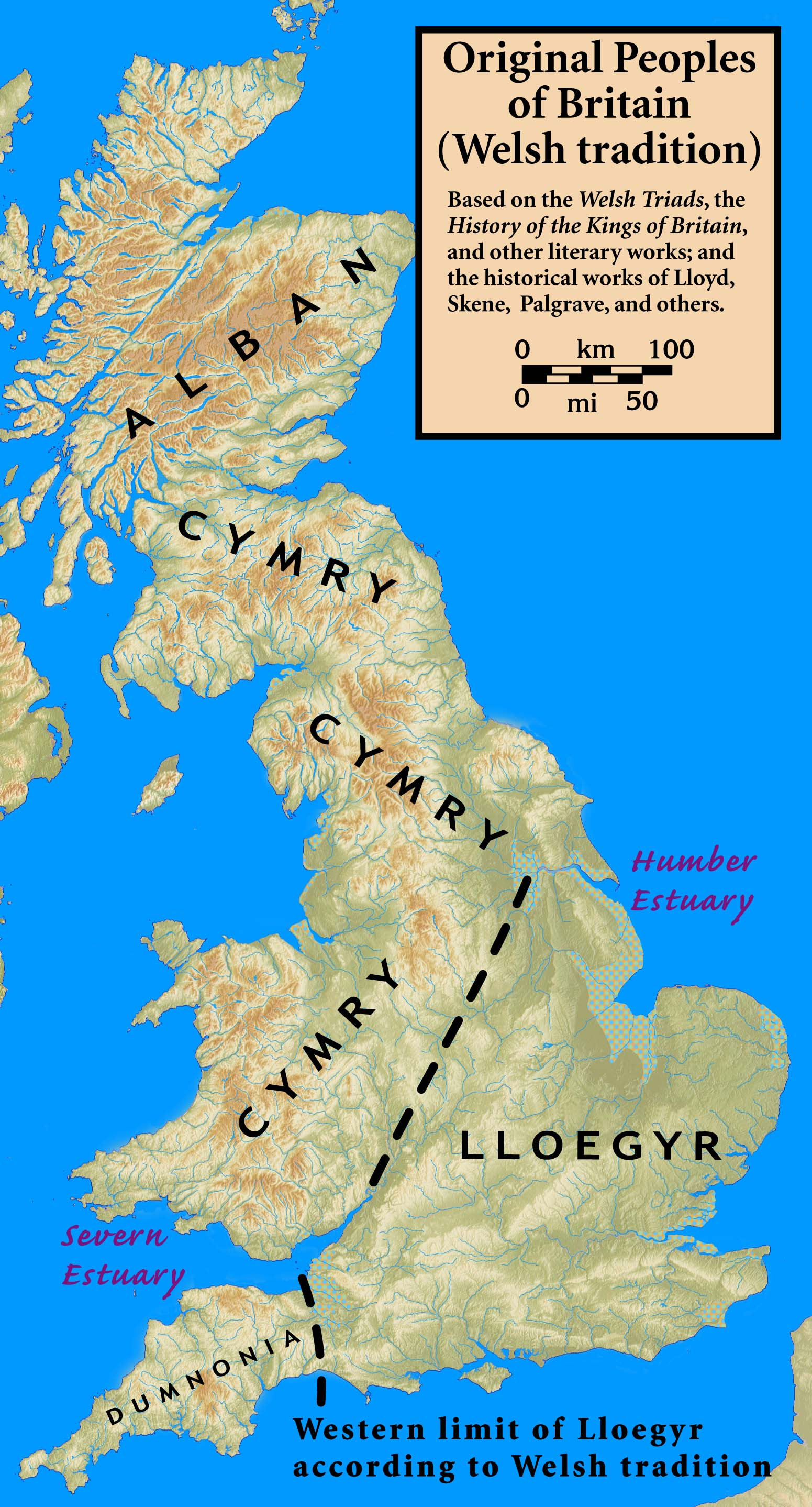
Il Cymru secondo la definizione più estensiva

Cambria è la forma latina del gallese Cymru, cioè il Galles.
Si pensa che il nome Cymru derivi dall'antica parola celtica "combroges", che significa "compatrioti" e che risale all'epoca della lotta tra celti e anglosassoni per il controllo dell'isola di Gran Bretagna.
Secondo una leggenda, il troiano Bruto, primo mitico re della Bretagna (1104 a.C. - 1081 a.C.), ebbe tre figli, tra cui divise queste terre. Il più anziano, Locrino, ricevette quelle tra i fiumi Humber e Severn, che chiamò Loegria. Al secondogenito, Albanatto, andarono quelle oltre l'Humber, chiamate Alba. Il più giovane, Camber, ebbe invece quelle oltre il Severn, appunto la Cambria. Questa leggenda, tramandata da Goffredo di Monmouth nel 1136 ebbe molto successo tra i secoli XII e XVI, ma fu molto criticata in seguito ed è tuttora considerata pseudostoria.
In realtà, almeno nelle fonti gallesi, la Cambria corrispondeva a un territorio più esteso dell'attuale Galles, e comprendeva anche le terre conosciute come Yr Hen Ogledd (vecchio nord), in cui si parlava il cumbrico, una lingua brittonica oggi estinta.
Il toponimo viene oggi usato in molta letteratura contemporanea, e in geologia, dove indica un periodo compreso tra 545 e 490 milioni di anni fa, conosciuto come Cambriano.